# 艾薩克·米克洛夫斯基
艾薩克·約瑟福維奇·米克洛夫斯基（英語：Isaac Mikhnovsky，1914年4月17日—1978年2月18日），蘇聯鋼琴家、作曲家、音樂教育家，以及全蘇鋼琴大賽的首位得主。除了極為成功的演奏及音樂教育生涯外，他同時也是一位極為傑出的作曲家，作品包括了許多鋼琴曲、幻想曲，以及大量的原創鋼琴、聲樂及室內樂作品。

## 生平
艾薩克·米克洛夫斯基出生於俄羅斯帝國斯摩棱斯克，他在一戰和俄国内战、十月革命以及隨後的破壞時期的動盪環境中長大。四歲時，父親突然去世也讓他的童年瞬間變得黯淡。
艾薩克很小的時候就展現了非凡的音樂天賦，家裡唯一有價值的財產是一架舊鋼琴。艾薩克從小就憑藉著其絕對音感及聽覺記憶，在鋼琴前每天練習好幾個小時。有一天，住在斯摩棱斯克的著名鋼琴教師葉夫根尼婭·伊利尼奇納·古列維奇-阿赫斯（Evgenia Il'inichna Gurevich-Aaghes, 1880-1964）剛好經過他家附近，被透過窗戶傳來的琴聲所吸引，因此改變了小艾薩克的一生。古列維奇-阿赫斯後來成了艾薩克的鋼琴啟蒙教師，也從此確認了他將來成為鋼琴家的志趣。
他第一次公開演出是9歲（1923年）時在斯摩棱斯克的貴族議會大禮堂登台，那次的演出頓時轟動全城。1924年，米赫諾夫斯基隨著老師古列維奇-阿赫斯搬到莫斯科，進入烏拉爾國立穆索爾斯基音樂學院就讀，隨後在格涅辛音樂學院繼續學習音樂。剛搬到莫斯科時，他過得十分刻苦，沒有棲身之處的他經常在白天練習的琴房過夜，由於沒有專屬於自己的琴，他的十指只能憑空在想像的黑白琴鍵上來回游移，在腦中與記憶中練習困難的作品。他的這種特殊的能力，後來也常被研究人的記憶能力的認知神經科學家在文獻中提及。這種能力使得他具備著過人的视奏能力。
這個時期開始，他也開始半工半讀，白天在芭蕾舞學校陪練、與歌手一起工作，晚上則是抄寫樂譜。儘管生活十分艱苦，他仍然努力讓自己接觸更廣泛的各種課程。他對文學的了解，對詩歌的細膩而敏感的體會，以及對繪畫的熱愛等非凡的藝術才能，常讓身邊的人驚嘆不已。他對戲劇十分的熱愛，其中，他特別喜歡莫斯科艺术剧院，也在那裡結交了許多演員朋友，也因此使得他具有深厚的歌剧知識，後來更創作了許多歌劇題材的幻想曲。
1930年（16歲），米赫諾夫斯基考入莫斯科音樂學院，師從列夫·尼古拉耶維奇·奧博林，後來又成為康斯坦丁·伊古姆諾夫的學生，畢業後，米克洛夫斯基繼續留在莫斯科音樂學院的高等藝術表演學院深造。在莫斯科音樂學院的傑出校友的大理石板上，他的名字出現在拉赫曼尼諾夫之後——或許這也註定了他在後來成為蘇聯第一個演奏《帕格尼尼主題狂想曲》的鋼琴家，這首他畢業公演的主要曲目，由拉赫曼尼諾夫親自將樂譜寄給了伊古姆諾夫，伊古姆諾夫則將這首曲子交由他最傑出的學生米赫諾夫斯基來演奏。

### 得獎與演出
1937年12月至1938年1月間，米赫諾夫斯基參加了在莫斯科舉行的第一屆全蘇鋼琴大賽（All-Union Piano Competition），在眾多評審中，謝爾蓋·普羅高菲夫的決定性投票讓這位年輕的鋼琴家摘下桂冠，使得他成為這項比賽的首位得獎者，而他在決賽中演奏的貝多芬第4號鋼琴協奏曲也成為了經典。米克諾夫斯基在全蘇大賽的勝利使得他擠身進入俄羅斯優秀鋼琴家之列，名字從此在蘇聯家喻戶曉——但其實早在1938年參加全蘇大賽前，他就曾在莫斯科音樂學院大音樂廳演奏了柴可夫斯基、拉赫曼尼諾夫和貝多芬的協奏曲而受到樂評的稱頌。
比賽結束後，這位年輕的音樂家展開了密集的巡迴演出，在蘇聯主要城市舉行了獨奏會及與管弦樂團合作演奏。他經常與葉夫根尼·亞歷山德羅維奇·穆拉文斯基、庫爾特·桑德林、尼古萊·拉賓諾維奇及納坦·拉赫林等知名指揮家陸續及列寧格勒愛樂交響樂團（今聖彼得堡愛樂交響樂團）合作演出。
1939年，他與埃米爾·吉列爾斯、雅科夫·弗利爾、帕維爾·謝列布里亞科夫在內的一群蘇聯年輕音樂家，一起參加了在布魯塞爾舉行的伊莉莎白王后國際音樂比賽，當時參賽的西方鋼琴家包括義大利鋼琴家阿圖羅·貝內德蒂·米凱蘭傑利。米克洛夫斯基在比賽中的演奏受到知名樂評家及聽眾的喜愛，同時也受到阿圖爾·魯賓斯坦的高度讚揚。其後在巴黎及布魯塞爾的巡迴演出極為成功，同時也獲致媒體及樂評高度的好評。

### 鋼琴教學
從莫斯科音樂學院的高等藝術表演學院畢業後，這位年輕的鋼琴家被邀請到莫斯科音樂學院任教，並且很快取得了副教授的資格。
二戰期間，米克諾夫斯基繼續他緊湊而忙碌的表演和教學工作，並在紅軍士兵面前與亚历山德罗夫红旗歌舞团合作演出，他是斯摩棱斯克解放後首批在家鄉演出的音樂家之一。終其一生，他從未忘記自己的家鄉，並且經常在斯摩棱斯克演出。
二戰結束後，米赫諾夫斯基以鋼琴獨奏家的身份與莫斯科爱乐乐团在蘇聯主要城市，以及和偏遠省會城市合作舉行音樂會。他的演出曲目中，包含了三十多個完整的鋼琴獨奏曲，以及許多鋼琴協奏曲和室內樂作品。
從1960年起一直到他過世為止，米克洛夫斯基一直在格涅辛音樂學院任教並擔任教授，教授鋼琴和室內樂的課程。在與他交往的眾多傑出音樂家中，他和俄羅斯大提琴演奏家姆斯季斯拉夫·罗斯特罗波维奇有著深厚的友誼，一直持續到米克洛夫斯基去世。同時，他繼續與管弦樂團合作舉行鋼琴獨奏音樂會及演出、為廣播錄製，並繼續作曲。他創作了一系列人聲浪漫曲、一首大提琴奏鳴曲、一系列的樂興之時、兩首叙事曲。一直到他過世前，他仍積極地指導他的學生們，全心投入到他心愛的音樂中。米克洛夫斯基於1978年突然去世，遺體葬在凡騰思科雅公墓。

## 獲獎
- 第一屆全蘇鋼琴大賽(All-Union Piano Competition)首獎 (1938)

## 作品
非凡的技巧、優美高雅的琴聲，以及對於作曲家創作的深入瞭解，成了米克洛夫斯基獨具一格的演奏風格。
他舉辦過多次的演出，曲風橫跨各個音樂時期及諸多當代作曲家的作品，他對作品的詮釋細膩，使得他成為一位偉大的音樂家，同時也是一位將技巧、情緒、對作品的理解融入音樂的優秀鋼琴家。
他所創作的作品包括鋼琴奏鳴曲、大提琴、低音管以及12首鋼琴前奏曲及敘事曲。他同時也為莫札特及貝多芬的協奏曲，創作了許多具高度原創性的裝飾樂段。
1946年至1948年間米克諾夫斯基開始著手一系列鋼琴曲改編。其中包括柴可夫斯基、米哈伊爾·格林卡、谢尔盖·塔涅耶夫、尼古拉·里姆斯基-科萨科夫、谢尔盖·拉赫玛尼诺夫、尤里·沙波林的浪漫曲改編。其中有一些特別受到歡迎，例如，柴可夫斯基的 Den' li tsarit（那一天，是否寂靜如夜？）、Sredi shumnogo bala（在舞會的喧囂中）、O ditya（親愛的孩子）、Rastvoril ya okno（一旦我開啟那扇窗）；米哈伊爾·格林卡的 Somneniye（懷疑）；尤里·沙波林的 Zaklinaniye（咒語）；尼古拉·里姆斯基-科萨科夫寫給歌劇雪姑娘的 Pliaska skomorohov（小丑之舞）以及其他許多已出版及未出版的作品。他在音樂會中也演奏了大量由他改編的作品，十分受到聽眾歡迎，這些改編曲目也被保留至今。著名的音樂家，如姆斯季斯拉夫·罗斯特罗波维奇、德米特里·卡巴列夫斯基、列夫·尼古拉耶維奇·奧博林、賴因霍爾德·格里埃爾等人也經常演出他的作品。
作為一位鋼琴家及作曲家，米克諾夫斯基對歌劇的幻想曲特別感興趣，在他所改編的曲目中，包括有李斯特由威爾第的歌劇弄臣_(歌劇)改編的《弄臣模擬曲》、華格納、古諾、莫扎特、梅耶貝爾的歌劇浪漫曲。他對於布梭尼、帕布斯特、陶西格及戈多夫斯基等傳奇歌劇作曲家的作品也知之甚篤。
同時，米克諾夫斯基也對俄羅斯作曲家的歌劇作品有極大的興趣。他陸續創作了許多以柴可夫斯基的黑桃皇后 (小說)、米哈伊爾·格林卡的伊凡·蘇薩寧及盧斯蘭與魯蜜拉、亚历山大·达尔戈梅日斯基的露莎卡、安東·魯賓斯坦的惡魔等歌劇為主題的鋼琴幻想曲。
這些傑出的改編作品儘管許多表演者知道其存在並表示極大的興趣，然而當時並未正式出版，直到近年來手稿才得以問世。
除了歌劇以外，米克洛夫斯基對蘇聯和外國當代作曲家的作品極感興趣。例如，他是蘇聯第一個演奏芬蘭作曲家塞利姆·帕尔姆格伦鋼琴協奏曲的人。他演出的的曲目包括鋼琴曲以及德米特里·肖斯塔科维奇、谢尔盖·普罗科菲耶夫、弗朗西斯·普朗克、巴托克·贝拉、保羅·欣德米特、卡罗尔·席曼诺夫斯基、阿尔弗雷德·施尼特凯等人的室內樂作品。然而，他最常演奏的仍是蕭邦、舒曼、舒伯特、貝多芬、李斯特、柴可夫斯基、拉威爾和德布西等人的作品。
米克洛夫斯基為全蘇廣播電台演出的許多獨奏及室內樂作品全都妥善保留至今，見證了他在音樂藝術上獨特的才華。除了部分演出發行過黑膠唱片外，他的蕭邦演奏曲集也由旋律唱片公司復刻發行 CD。
他所創作的部分作品也陸續由曾多次提名葛萊美獎的南非鋼琴家佩特羅內爾·馬蘭錄製成唱片發行。